# Hero (альбом Шарлотты Перелли)
Hero — пятый студийный альбом шведской поп-певицы Шарлотты Перелли, вышедший в 2008 году. Все песни исполнены на английском языке. Альбом получил статус платиновго по результатам продаж в Швеции.
Композиция «Appreciate» является кавер-версией одноимённой песни американского исполнителя Ника Джонаса.

## Список композиций
1. «Bullet» (Пуля) — 3:41
2. «Hero» (Герой) — 2:55
3. «Addicted» (Приверженный) — 4:00
4. «Remedy» (Исцеление) — 3:57
5. «Show Me a Mountain» (Покажи мне гору) — 3:43
6. «Appreciate» (Ценю) — 3:11
7. «Holy Man» (Священный мужчина) — 3:03
8. «A Lot Like Love» (Многого, как любовь) — 3:49
9. «Not Alone» (Не в одиночестве) — 3:06
10. «Slowly» (Медленно) — 3:32
11. «Black & Blue» (Чёрный и голубой) — 4:06
12. «If You Go Back to Before (Bonus Track)» (Если ты идёшь назад к прошлому) — 2:56

## Чарты
- Швеция #3[1]
- Финляндия #20
- Норвегия #18